# ونت ورت (مجموعه تلویزیونی)
ونت ورث (انگلیسی: Wentworth) یک مجموعهٔ تلویزیونی استرالیایی در ژانر درام است. این مجموعه ماه می ۲۰۱۳ آغاز شد و ۲۶ اکتبر ۲۰۲۱ پایان یافت. وست ورت شامل ۸ فصل و ۱۱۶ قسمت است.
این مجموعه به عنوان یک بازسازی معاصر از Prisoner است که از سال ۱۹۷۹ تا ۱۹۸۶ در شبکه دهم پخش شد. لارا رادولوویچ و دیوید هانام، ونتورث را از داستان اصلی رگ واتسون اقتباس کردند. سریال در دوران مدرن می‌گذرد و در ابتدا بر روزهای اولیه زندان بئا اسمیت (دانیل کورمک) و صعود بعدی او به صدر سلسله مراتب زندان تمرکز دارد. از فصل پنجم به بعد، سریال به سمت تأکید بیشتر بر قالب گروهی تغییر کرد.
برای سه فصل اول، ونتورث در مجموعه‌های هدفمند در حومه کلیتون، ویکتوریا فیلمبرداری شد. با شروع فصل چهارم، تولید به نیوپورت، ویکتوریا منتقل شد. این سریال عمدتاً با استقبال مثبت منتقدان مواجه شد و قسمت اول به پربیننده‌ترین سریال درام استرالیایی در تاریخ فاکستل و به یکی از طولانی‌ترین درام‌های محلی فاکستل تبدیل شد. این سریال توسط چندین کشور، از جمله نیوزلند و بریتانیا، با نام زندان ونت‌ورث است، پخش شد.
ونتورث برای فصل هشتم و آخرین فصل شامل ۲۰ قسمت و در دو بخش ۱۰ قسمتی پخش شد. بخش اول از جولای تا سپتامبر ۲۰۲۰، و بخش دوم از ۲۴ اوت تا ۲۶ اکتبر ۲۰۲۱.

## داستان
داستان ونتورث در استرالیای امروزی می‌گذرد. این کتاب زندگی بی اسمیت (دانیل کورمک) را هنگامی که برای اولین بار پس از متهم شدن به تلاش برای قتل شوهرش وارد زندان می‌شود، بررسی می‌کند. بئا از دخترش جدا می‌شود و به ونتورث فرستاده می‌شود، جایی که او در یک برزخ نامشخص زندگی می‌کند تا زمانی که محکوم شود. با شروع از پایین سلسله مراتب ونتورث، بئا مجبور می‌شود یاد بگیرد که چگونه در زندان زنده بماند.